# Orthocis pulcher
Orthocis pulcher là một loài bọ cánh cứng trong họ Ciidae. Loài này được Kraus miêu tả khoa học năm 1908.